# Rumendingen
Rumendingen ist eine politische Gemeinde im Verwaltungskreis Emmental des Schweizer Kantons Bern.

## Geographie
Rumendingen liegt auf 526 m ü. M., 5,5 km nördlich der Stadt Burgdorf (Luftlinie). Das Strassenzeilendorf erstreckt sich im Tal des Chänerechbachs zwischen den Höhen von Reiteneggwald und Birchliwald, im Schweizer Mittelland.
Die Fläche des 2,5 km² grossen Gemeindegebiets umfasst einen Abschnitt der Molassehöhen zwischen der Emmeebene und dem Wynigental, die vom eiszeitlichen Rhonegletscher überformt wurden. Durch das Gebiet verläuft das Tal des Chänerechbachs (Zufluss der Ösch) mit einem rund 300 m breiten flachen Talboden, der bei Rumendingen einen Bogen von 90° zeichnet. Als Quertal verbindet das Chänerechbachtal das Wynigental mit der Schwemmlandebene der Emme. Auf seiner westlichen Seite wird der Chänerechbach von dem Wiesenhügel Unterhaulen (549 m ü. M.) und dem Reiteneggwald flankiert. Nach Osten erstreckt sich der Gemeindeboden über die Höhen von Tannwald (586 m ü. M.) und Birchliwald (mit 601 m ü. M. die höchste Erhebung von Rumendingen) bis in das Wynigental. Von der Gemeindefläche entfielen 1997 6 % auf Siedlungen, 34 % auf Wald und Gehölze, 59 % auf Landwirtschaft, und etwas weniger als 1 % war unproduktives Land.
Nachbargemeinden von Rumendingen sind Alchenstorf, Wynigen, Kirchberg (BE) und Ersigen.

## Bevölkerung
Mit 83 Einwohnern (Stand 31. Dezember 2023) gehört Rumendingen zu den kleinsten Gemeinden des Kantons Bern. Im Jahr 2000 waren von den Bewohnern 98,5 % deutschsprachig, 0,7 % französischsprachig, und 0,7 % sprachen Spanisch. Die Bevölkerungszahl von Rumendingen belief sich 1850 auf 146 Einwohner, 1900 ebenfalls auf 146 Einwohner. Nach einem Höchststand 1950 mit 209 Einwohnern wurde durch starke Abwanderung ein Bevölkerungsrückgang um über 50 % verzeichnet.

## Politik
Die Stimmenanteile der Parteien anlässlich der Nationalratswahl 2023 betrugen: SVP 56,0 % (−7,2 %), GPS 11,9 % (+6,0 %), Mitte 11,1 % (+2,0 %), SP 5,6 % (+0,6 %), glp 5,6 % (+0,6 %), FDP 4,3 % (+0,2 %), SD 2,0 % (+2,0 %), EDU 0,1 % (−0,5 %).

## Wirtschaft
Rumendingen ist noch heute ein vorwiegend durch die Landwirtschaft geprägtes Dorf. Der Ackerbau, die Rindviehhaltung und die Schweinezucht sind die wichtigsten Betriebszweige der elf Landwirtschaftsbetriebe. Einige weitere Arbeitsplätze sind im lokalen Kleingewerbe und im Dienstleistungssektor vorhanden. Südöstlich des Dorfes wird ein Steinbruch ausgebeutet. Viele Erwerbstätige sind auch Wegpendler, die hauptsächlich in der Region Burgdorf arbeiten.

## Verkehr
Die Gemeinde liegt abseits der grösseren Durchgangsachsen an einer Verbindungsstrasse von Niederösch nach Wynigen. Rumendingen besitzt keinen Anschluss an das Netz des öffentlichen Verkehrs. Der nächste Bahnhof befindet sich in Wynigen, rund 1,5 km vom Ortskern entfernt.

## Geschichte
Die erste urkundliche Erwähnung des Ortes erfolgte bereits im Jahr 886 unter dem Namen Rumaningun. Später erschienen die Bezeichnungen  Rumedingen (1264), Rumadingen (1342) und Rumendingen (1380). Der Ortsname geht auf den Personennamen Romanus zurück, einen auch bei den Alemannen häufig verwendeten Namen, und bedeutet somit bei den Leuten des Romanus.
Das zunächst zum Königreich Hochburgund gehörende Rumendingen war später im Besitz der Zähringer und seit dem 13. Jahrhundert in demjenigen der Grafen von Kyburg. Zusammen mit Grasswil gelangte das Dorf 1395 an die Stadt Burgdorf. Die Oberhoheit über das Gebiet lag seit Beginn des 15. Jahrhunderts bei Bern. Rumendingen wurde der Landvogtei Wangen und dem Gerichtskreis Koppigen zugeordnet. Nach dem Zusammenbruch des Ancien Régime (1798) gehörte das Dorf während der Helvetik zum Distrikt Wangen und ab 1803 zum Oberamt Burgdorf, das mit der neuen Kantonsverfassung von 1831 den Status eines Amtsbezirks erhielt.

## Sehenswürdigkeiten
Das Strassendorf Rumendingen hat bis heute zahlreiche stattliche Bauernhäuser und Stöcke aus dem 18. und 19. Jahrhundert bewahrt.